# Black Mission

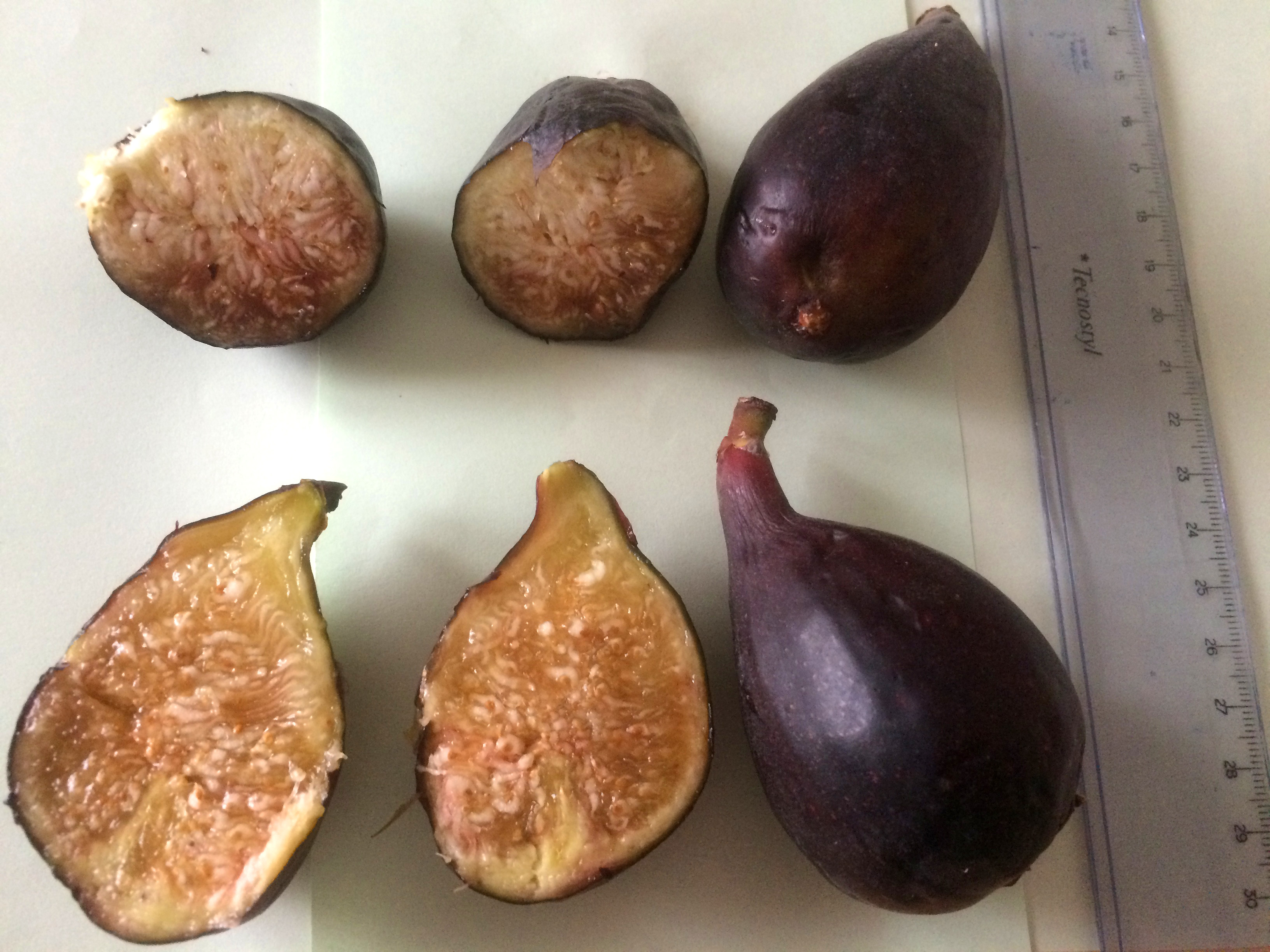
Blühfeigen der Sorte Black Mission, auch Albacor genannt

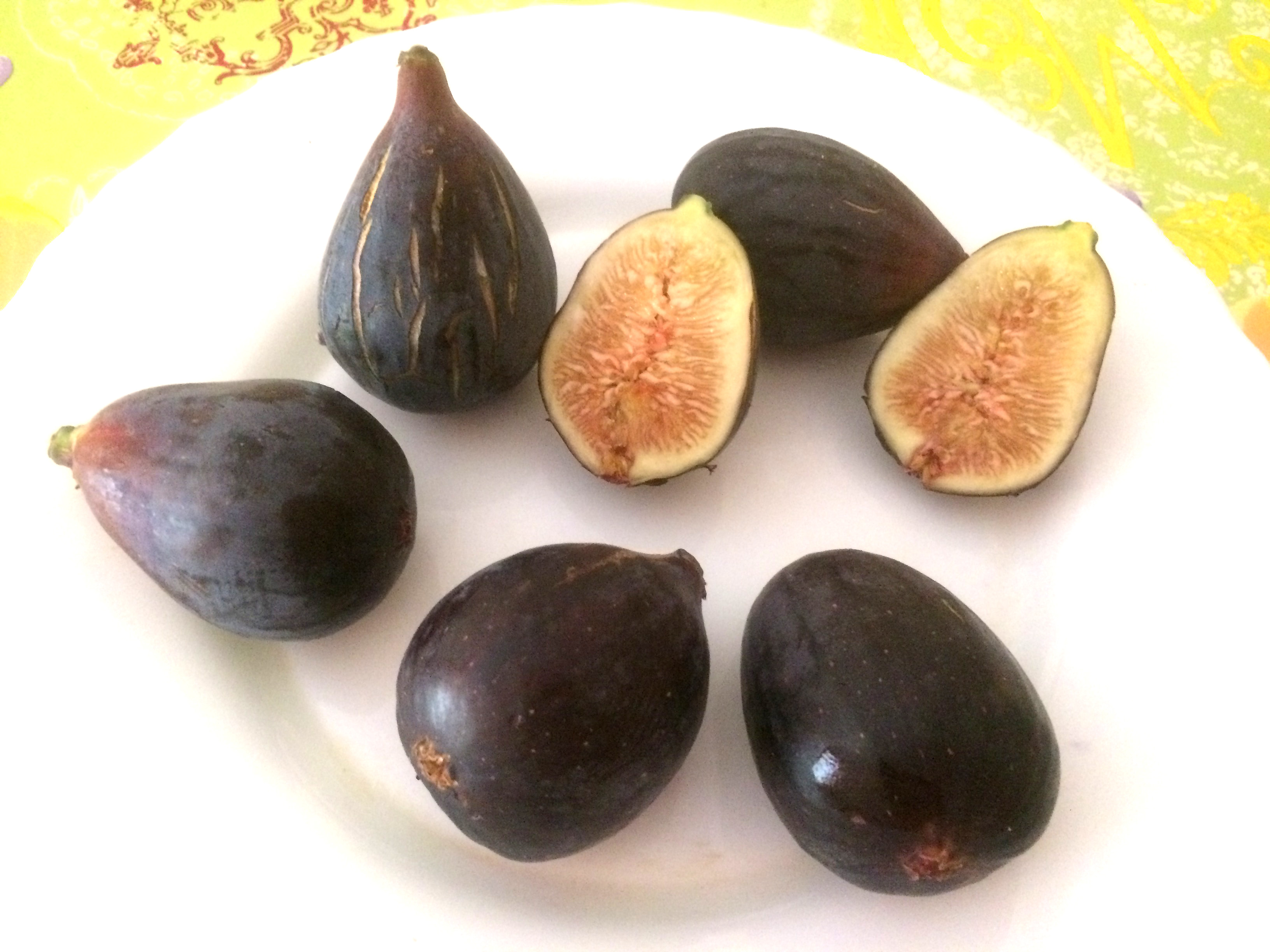
Herbstfeigen der Sorte Black Mission

Black Mission, auch Franziskanerfeige, Franciscana und Albacor genannt, ist eine sehr alte und weltweit verbreitete Feigensorte der Art Ficus carica, die unter anderem weitverbreitet in Kalifornien, im Valencianischen Land und auf den Balearen angebaut wird. Sie ist für ihren ausgezeichneten Geschmack und ihre hohen Erträge bekannt. Sie ist eine zweimaltragende Hausfeige.
Die Sorte wurde im Jahre 1768 von Missionaren der Franziskaner in Kalifornien eingeführt, die die ersten Bäume in San Diego pflanzten. Die Sorte und war dort lange die einzige bedeutende Feigensorte. Sie ist gut an trockenere Sommer angepasst.

## Synonyme
Die Sorte verfügt aufgrund ihrer weiten Verbreitung über einen Unzahl von Synonymen: „Franziskanerfeige“, „Franciscana“, „Mission“, „Albacor“, „California Black“, „Ademuz“, „Albacora“, „Alcacer“, „Aubacó“, „Aubergine“, „Bacorera“, „Beers Black“, „Betera“, „Biberaeo“, „Brebal“, „Breval Málaga“, „Charles Allen“ „Coll de Dama Negra“, „Colar Elche“, „Colar d'Albatera“, „Colar“, „Cuello de Dama Negro“, „Douro Vebra“, „Florancha“, „Goen“, „Gouraud Noir“, „Gourreau Noir“, „Gourreau du Languedoc“, „Napolitana Negra Brevera Foyos“, „Negra“, „Negra Málaga“, „Reculver“ „Torrebaja“ und „Vivareo“.

## Baum
Black Mission ist sehr starkwüchsig, erreicht jedoch in Mitteleuropa meist nur eine Höhe von 3–4 m und eine ebensolche Breite. In mediterranem Klima werden die Bäume sehr groß. Das Blatt ist fünflappig und unterschiedlich tief eingeschnitten.

## Frucht
Die Blühfeigen der Sorte Black Mission sind dunkelviolett bis schwarz und reifen in Deutschland im September. Sie wiegen meist zwischen 40 und 50 Gramm. Die Herbstfeigen sind, was Größe und Farbe angeht, ungefähr wie die Blühfeigen, jedoch von der Form etwas rundlicher. Sie kommen in Deutschland nicht mehr zur Reife. Das Fruchtfleisch beider Feigenformen ist hell rötlich. Geschmacklich sind die Früchte hervorragend.

## Eignung in Deutschland
Black Mission ist nicht sehr winterhart, weshalb in Deutschland ein Anbau im Freiland kaum möglich ist. Auch für die Kultur im Kübel ist die Sorte nicht besonders geeignet, da aufgrund der relativ kurzen Vegetationsperiode in Deutschland nur die erste Feigengeneration ausreift. Sie trägt jedoch auch ohne Bestäubung Früchte.